# Скороваровка
Скороваровка — упразднённая деревня в Тульской области России. На момент упразднения входила в муниципальное образование город Ефремов.

## География
Урочище находится в юго-восточной части Тульской области, в лесостепной зоне, при автодороге 70К-427, на расстоянии примерно 1 километра (по прямой) к северу от города Ефремова, административного центра округа. Абсолютная высота — 172 метра над уровнем моря.

### Климат
Климат характеризуется как умеренно континентальный, с умеренно холодной снежной зимой и тёплым летом. Среднегодовая многолетняя температура воздуха составляет +4 — +4,6°С. Средняя температура воздуха самого холодного месяца (января) — −6,7 °C (абсолютный минимум — −46 °C), средняя температура самого тёплого (июля) — +18 °С (абсолютный максимум — +38 °C). Безморозный период длится в среднем 149 дней. Среднегодовое количество атмосферных осадков составляет 650—730 мм, из которых большая часть (около 460 мм) выпадает в тёплый период. Снежный покров держится в течение 130—145 дней. Среднегодовая скорость ветра составляет 3,6 м/с.

## История
Упразднена в апреле 2022 года.

## Население
| 2004 | 2010 |
| ---- | ---- |
| 0    | →0   |